# بيل كوبلاند
بيل كوبلاند (بالإنجليزية: Bill Copeland)‏ (19 أكتوبر 1946، ليلبورن في الولايات المتحدة - 19 أكتوبر 2010، ليلبورن في الولايات المتحدة)؛ شاعر وروائي أمريكي.